# تنام برلبشي
تنام برلبشي (الاسم العلمي: Crypturellus berlepschi) هو نوع من الطيور يتبع جنس التنام مخفي الذيل من فصيلة التنامية.